# Katakumby Świętego Kaliksta
Katakumby Świętego Kaliksta (wł. Catacombe di San Callisto) – część starożytnych rzymskich katakumb, miejsca spotkań i pochówków chrześcijan.
Z polecenia biskupa Rzymu Zefiryna (198–217) cmentarzem tym miał się opiekować diakon, również przyszły biskup Rzymu Kalikst. W odniesieniu do tych katakumb pierwszy raz poświadczono termin τò κοιμετήριον (wym. gr. koine: to koimeterion, współczesna liturgiczna to kimetirion) w znaczeniu publicznego cmentarza chrześcijańskiego.
Z czasem katakumby rozprzestrzeniły się na kilku poziomach o długości 20 kilometrów. W przybliżeniu jest tam pół miliona grobów, a teren zajmuje 35 hektarów. Wśród nich groby 9 biskupów Rzymu z III wieku, w tym uznanych za świętych i męczenników. Zachowały się płyty nagrobne niektórych z nich. Odkrywca tego miejsca, archeolog Giovanni Battista de Rossi, w 1854 roku nazwał je „małym Watykanem”.